# Pietro Nenni
Pietro Sandro Nenni (Faenza, 9 de febrero de 1891 - Roma, 1 de enero de 1980) fue un político socialista italiano.

## Biografía
Nacido en Faenza, en la provincia de Ravenna, de una familia modesta: sus padres José y Angela Castellani estaban al servicio de los condes de Ginnasi.
Nenni quedó huérfano de padre cuando tenía solo cinco años (1896).
Nenni fue periodista y posteriormente se convirtió en político. En 1911 fue encarcelado por organizar una manifestación en contra de la invasión italiana de Libia. En su estancia en la cárcel conoció a Benito Mussolini. En 1921 se afilió al Partido Socialista Italiano (PSI). En 1922 como redactor jefe del periódico Avanti!, atacó duramente a Mussolini que había llegado ese mismo año al poder. El periódico fue definitivamente clausurado en 1926 y Nenni se exilió a Francia, siendo elegido secretario general del PSI.
En 1936 participó en la guerra civil española como comisario político de la Brigada Garibaldi.
Después de la Segunda Guerra Mundial y de nuevo en Italia, ocupó distintos cargos gubernamentales, entre ellos los de vicepresidente del consejo de ministros (1945-1946) y Ministro de Asuntos Exteriores (1946-1947). Como consecuencia de la división del PSI, Nenni se quedó a la cabeza del bando más a la izquierda, aliándose con los comunistas, con los que rompió en 1957 debido a la invasión de Hungría.
En 1963, su entrada como vicepresidente de un gobierno de centro-izquierda originó la escisión del ala izquierda socialista que dio nacimiento al PSIUP. Tras la reunificación en 1966, fue elegido presidente del partido y ocupó nuevamente el Ministerio de Asuntos Exteriores en 1968.
En 1969 dimitió de todos sus cargos al salir derrotada en el congreso del partido su moción favorable a la continuación de la alianza centro-izquierda.
En 1970, fue nombrado senador vitalicio. Años más tarde volvió a presidir el Partido Socialista y en 1978 se presentó con este partido como candidato para la presidencia de la República.